# هاتش (نيومكسيكو)
هاتش (بالإنجليزية: Hatch, New Mexico)‏ هي بلدة تقع في الولايات المتحدة في مقاطعة دونا أنا. يقدر عدد سكانها بـ 1,673 نسمة ومساحتها 8.0 كم2 وترتفع عن سطح البحر 1,237 متر.

## التركيبة السكانية
حدّد مكتب تعداد الولايات المتحدة بيانات التركيبة السكانية لهاتش في تعداد الولايات المتحدة. في ما يلي، التركيبة السكانية حسب تعدادي 2000 و2010.

### تعداد عام 2000
بلغ عدد سكان هاتش 1,673 نسمة بحسب تعداد عام 2000، وبلغ عدد الأسر 538 أسرة وعدد العائلات 403 عائلة مقيمة في القرية. في حين سجلت الكثافة السكانية 210.7 نسمة لكل كيلومتر مربع (545.7/ميل2). وبلغ عدد الوحدات السكنية 635 وحدة بمتوسط كثافة قدره 80 لكل كيلومتر مربع (207.2/ميل2).
وتوزع التركيب العرقي للقرية بنسبة 46.03% من البيض و0.36% من الأمريكيين الأفارقة و0.96% من الأمريكيين الأصليين و0.24% من سكان جزر المحيط الهادئ و50.03% من الأعراق الأخرى و2.39% من عرقين مختلطين أو أكثر و79.20% من الهسبانيون أو اللاتينيون من أي عرق.
بلغ عدد الأسر 538 أسرة كانت نسبة 47.4% منها لديها أطفال تحت سن الثامنة عشر تعيش معهم، وبلغت نسبة الأزواج القاطنين مع بعضهم البعض 56.7% من أصل المجموع الكلي للأسر، ونسبة 14.3% من الأسر كان لديها معيلات من الإناث دون وجود شريك،  بينما كانت نسبة 3.9% من الأسر لديها معيلون من الذكور دون وجود شريكة وكانت نسبة 25.1% من غير العائلات. تألفت نسبة 20.6% من أصل جميع الأسر من عدة أفراد يعيشون في نفس المنزل ونسبة 11% كانت تتألف من شخص يعيش بمفرده يبلغ من العمر 65 عاماً أو أكثر. وبلغ متوسط حجم الأسرة المعيشية 3.11، أما متوسط حجم العائلات فبلغ 3.63.
بلغ العمر الوسطي للسكان 29.6 عاماً. وكانت نسبة 35.7% من القاطنين تحت سن الثامنة عشر، وكانت نسبة 9.7% بين الثامنة عشر والرابعة والعشرين عاماً، ونسبة 24.3% كانت واقعةً في الفئة العمرية ما بين الخامسة والعشرين والرابعة والأربعين عاماً، ونسبة 17.9% كانت ما بين الخامسة والأربعين والرابعة والستين، ونسبة 12.3% كانت ضمن فئة الخامسة والستين عاماً فما فوق. يوجد لكل 100 أنثى 94.5 ذكر، ويوجد لكل 100 أنثى في الثامنة عشر من عمرها فما فوق 93.9 ذكر.
بلغ متوسط دخل الأسرة في القرية 21,250 دولارًا، أما متوسط دخل العائلة فبلغ 23,819 دولارًا. وكان متوسط دخل الذكور 21,923 دولارًا مقابل 17,188 دولارًا للإناث. وسجل دخل الفرد الخاص بالقرية 14,619 دولارًا. وكانت نسبة 28.5% من العائلات ونسبة 34.5% من السكان تحت خط الفقر، وكان من هؤلاء نسبة 49.9% تحت سن الثامنة عشر ونسبة 14.6% في الخامسة والستين من العمر وما فوق.

### تعداد عام 2010
بلغ عدد سكان هاتش 1,648 نسمة بحسب تعداد عام 2010، وبلغ عدد الأسر 500 أسرة وعدد العائلات 385 عائلة مقيمة في القرية. في حين سجلت الكثافة السكانية 207.6 نسمة لكل كيلومتر مربع (537.7/ميل2). وبلغ عدد الوحدات السكنية 555 وحدة بمتوسط كثافة قدره 69.9 لكل كيلومتر مربع (181.0/ميل2).
وتوزع التركيب العرقي للقرية بنسبة 68.08% من البيض و0.12% من الأمريكيين الأفارقة و1.03% من الأمريكيين الأصليين و0.42% من الأمريكيين ذوي الأصول الآسيوية و28.40% من الأعراق الأخرى و1.94% من عرقين مختلطين أو أكثر و87.20% من الهسبانيون أو اللاتينيون من أي عرق.
بلغ عدد الأسر 500 أسرة كانت نسبة 51.4% منها لديها أطفال تحت سن الثامنة عشر تعيش معهم، وبلغت نسبة الأزواج القاطنين مع بعضهم البعض 55% من أصل المجموع الكلي للأسر، ونسبة 14.8% من الأسر كان لديها معيلات من الإناث دون وجود شريك،  بينما كانت نسبة 7.2% من الأسر لديها معيلون من الذكور دون وجود شريكة وكانت نسبة 23% من غير العائلات. تألفت نسبة 19.8% من أصل جميع الأسر من عدة أفراد يعيشون في نفس المنزل ونسبة 9.2% كانت تتألف من شخص يعيش بمفرده يبلغ من العمر 65 عاماً أو أكثر. وبلغ متوسط حجم الأسرة المعيشية 3.25، أما متوسط حجم العائلات فبلغ 3.76.
بلغ العمر الوسطي للسكان 28.3 عاماً. وكانت نسبة 34.8% من القاطنين تحت سن الثامنة عشر، وكانت نسبة 11.8% بين الثامنة عشر والرابعة والعشرين عاماً، ونسبة 19.5% كانت واقعةً في الفئة العمرية ما بين الخامسة والعشرين والرابعة والأربعين عاماً، ونسبة 23.7% كانت ما بين الخامسة والأربعين والرابعة والستين، ونسبة 10.2% كانت ضمن فئة الخامسة والستين عاماً فما فوق. وتوزع التركيب الجنسي للسكان بنسبة 52.5% ذكور و47.5% إناث.